# Simone V di Montfort
Simone V di Montfort, VI conte di Leicester (Montfort-l'Amaury, 23 maggio 1208 – Evesham, 4 agosto 1265), è stato un nobile e condottiero anglo-francese, noto come il capo principale della seconda guerra dei baroni contro il re Enrico III d'Inghilterra.
Dopo la ribellione del 1263-1264, Simone V divenne de facto Signore d'Inghilterra e convocò due importanti parlamenti: il primo, eletto direttamente, tolse al re il potere assoluto, mentre il secondo comprendeva per la prima volta i borghesi. Dopo circa un anno di governo Montfort fu sconfitto e ucciso da forze fedeli al re nella battaglia di Evesham.

## Biografia

### La giovinezza

Il blasone di Simone di Montfort

Simone V era il figlio più giovane di Simone IV di Montfort, nobile francese e crociato, e di Alix di Montmorency.
Da ragazzo, Simone V accompagnò i suoi genitori durante la campagna militare del padre contro i catari.  Era assieme a sua madre quando, durante l'assedio di Tolosa (1218), suo padre rimase ucciso da una roccia scagliata da una macchina da assedio. È ipotizzabile che Simone V abbia inoltre preso parte alla crociata albigese intorno al 1225.
Alla morte del padre, Simone V ereditò i possedimenti paterni in Inghilterra, ovvero il titolo di Conte di Leicester, mentre i domini francesi passarono a suo fratello Amaury.
Tale suddivisione dell'eredità paterna fu sancita nel 1229, quando Simone V rinunciò ai suoi diritti sui domini francesi ed Amaury su quelli inglesi. L'anno seguente Simone V ricevette la propria eredità, dopo averne fatto richiesta l'anno prima; tuttavia, è necessario ricordare che non ne prese il pieno possesso per numerosi anni, e che non gli fu riconosciuto formalmente il titolo di Conte. Simone V era inoltre un lontano cugino di Enrico III; il suo avo Simone I di Montfort era il padre di Bertrade di Montfort, la quale a sua volta era la bisnonna di Enrico II d'Inghilterra.

### Il matrimonio
Nel gennaio del 1238 Simone V sposò Eleonora Plantageneta, figlia di Giovanni d'Inghilterra e di Isabella d'Angoulême nonché sorella di Enrico III. Sebbene il matrimonio fosse avvenuto con il benestare del re, l'atto stesso fu ratificato segretamente e senza consultare i Grandi Baroni, come invece un matrimonio di tale importanza avrebbe richiesto. Eleonora era già stata precedentemente sposata con Guglielmo il Maresciallo, secondo conte di Pembroke ed aveva fatto un giuramento di perenne castità alla morte del primo marito ma che spezzò all'età di sedici anni, quando ella si unì in matrimonio con Simone V. L'Arcivescovo di Canterbury, Edmondo Rich, condannò il matrimonio proprio per questa ragione. La nobiltà inglese protestò per il matrimonio della sorella del re con un nobile straniero di modesto lignaggio; inoltre il fratello di Eleonora, Riccardo di Cornovaglia, guidò una rivolta contro tale decisione. È stato ipotizzato che probabilmente Enrico III abbia pagato al fratello 6.000 marchi affinché la rivolta cessasse.
Inizialmente, i rapporti fra Enrico III e Simone V erano buoni. Il sovrano prestò soccorso a Simon V quando partì alla volta di Roma per ricevere l'approvazione papale per il suo matrimonio. Quando nel novembre del 1238 nacque il primo figlio dall'unione di Simone V ed Eleonora, fu battezzato col nome di Enrico in onore dello zio. Nel febbraio dell'anno seguente Simone V ottenne il riconoscimento del proprio titolo nobiliare e fu investito Conte di Leicester. Rivestì anche il ruolo di consigliere reale e fu fra i nove padrini del primogenito di Enrico III, il Principe Edoardo.

### Le crociate e la rottura con Enrico III
Poco dopo la nascita di Edoardo, il rapporto s'incrinò. Simone V doveva una grossa somma di denaro a Tommaso II di Savoia, zio della regina Eleonora, ed aveva usato il nome di Enrico III come garanzia del ripagamento. Il re, evidentemente non al corrente della cosa, quando scoprì ciò che era accaduto, si infuriò con Simone V. Poiché il Montfort aveva annunciato due anni prima l'intenzione di indossare la croce, Enrico III lo mandò in Terra santa seguendo Riccardo di Cornovaglia nella crociata del 1239, sebbene non sembra che vi abbia combattuto.
Nell'autunno, Simone V lasciò la Siria per unirsi alle truppe di Enrico III nella campagna di Poitou. La campagna fu un fallimento, ed il Montfort, esasperato, asserì che Enrico III andava rinchiuso come Carlo III di Francia. Simone, come suo padre, era un buon soldato e un amministratore capace:  i suoi contrasti con Enrico derivavano anche dall'insistenza con cui quest'ultimo ignorava lo scontento crescente nel paese, determinato sia dalle carestie che dalla sensazione, diffusa soprattutto tra i Baroni, di eccessivi favori riservati dal Re ai suoi parenti del Poitou e ai suoi parenti acquisiti di Savoia.
Nel 1248, Simone V si dimostrò intenzionato ad unirsi alla settima crociata, con l'idea di seguire Luigi IX di Francia in Egitto. Tuttavia, data l'opposizione del re e del Concilio, abbandonò l'idea e assunse il ruolo di Governatore presso il ducato di Guascogna. L'amministrazione del Montfort, che ridusse il potere dei signori del luogo e le loro lotte intestine suscitò un certo malcontento, cui Enrico III rispose istituendo un'indagine sull'operato di Simone V. Egli fu formalmente assolto, ma la sua condotta fu deplorata dal re; ciò indusse il Montfort a ritirarsi in Francia nel 1252. La nobiltà francese gli offrì la reggenza del regno, vacante dalla morte di Bianca di Castiglia, ma Simone V rigettò l'offerta, preferendo riappacificarsi con Enrico III l'anno seguente, assecondando le esortazioni di Roberto Grossatesta.
Aiutò poi il sovrano a sedare il malcontento in Guascogna; tuttavia, la loro riconciliazione fu effimera; già nel 1254, Simone V guidò l'opposizione parlamentare che contestava una richiesta di sussidio; nel biennio 1256-1257, quando il malcontento era sensibilmente aumentato, il Montfort aderì formalmente alla causa della casa reale. Assieme a Pietro II di Savoia intraprese l'arduo compito di sciogliere Enrico III dai gravosi impegni assunti con il Pontefice in riferimento alla corona di Sicilia. Tuttavia, durante il "Mad Parliament" (letteralmente, Parlamento pazzo) di Oxford (1258), Simone V si schierò al fianco del Conte di Gloucester, all'opposizione, agendo per l'approvazione delle Disposizioni di Oxford che prevedevano il controllo dell'operato del re da parte di quindici membri consiliari eletti dal Parlamento. Quando nel 1261 Enrico III revocò il proprio assenso alle Disposizioni, il Montfort abbandonò il paese.

### La seconda guerra dei baroni

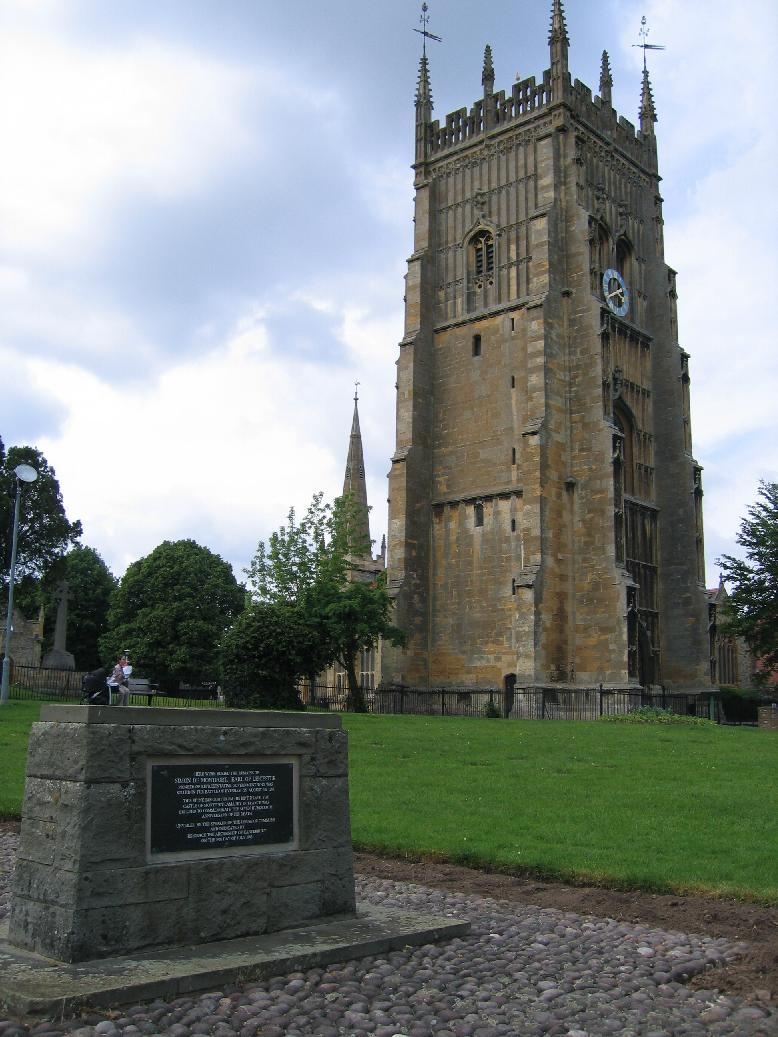
Stele commemorativa presso il luogo in cui era originariamente collocata la tomba di Simone V di Montfort (Evesham)

Simone V tornò in Inghilterra nel 1263, su invito dei baroni, convinti dell'ostilità del re ad ogni sorta di riforma. Si pose quindi a capo della ribellione, nota come la seconda guerra dei baroni, con l'obiettivo di restaurare le Disposizioni di Oxford.  Inizialmente Enrico sembrò cedere e consentì a Montfort di guidare il Consiglio. Edoardo, il figlio del Re, riuscì però a portare dalla sua parte molti baroni utilizzando anche la corruzione. La chiusura del Parlamento a ottobre portò a un riaccendersi del conflitto, e i realisti riuscirono a bloccare Montfort a Londra. Messo alle strette Montfort accettò di sottoporre la disputa sulle Disposizioni di Oxford al re di Francia Luigi IX. Ad Amiens, nel gennaio del 1264, il re francese sentenziò che le Disposizioni di Oxford erano illegali e non valide. Il Montfort, rimasto in Inghilterra, riarmò l'esercito, esponendosi all'accusa di spergiuro. Con il supporto di alcune città e di pochi dei più giovani baroni, sconfisse le armate realiste nella battaglia di Lewes (14 maggio 1264), in cui il re, il principe Edoardo e Riccardo di Cornovaglia caddero nelle sue mani.
Simone V sfruttò la vittoria per riformare il governo; tentò erroneamente di istituire un triumvirato assieme al conte di Gloucestere e al cardinale di Chichester. Simultaneamente, promulgò l'istituzione di un controllo parlamentare sull'esecutivo, compreso il triumvirato. Ogni contea ed una lista selezionata di borghi aveva due rappresentanti all'interno del Parlamento; il diritto di voto alle elezioni parlamentari era garantito a chiunque fosse proprietario di un terreno con rendita annuale di 40 scellini. Nei borghi, le regole per l'accesso al voto erano formulate differentemente per ciascun borgo.  Questo sistema di rappresentanza dei boroughs, il cui numero crebbe nel tempo, si è mantenuto per secoli.
La reazione contro il Parlamento del Montfort fu baronale, più che popolare; in particolare, a scatenare la reazione dei Lord del confine gallese fu l'alleanza di Simone V con Llywelyn Ein Llyw Olaf ap Gruffydd, principe di Galles. Molti altri baroni che inizialmente avevano appoggiato Simone V, sentivano ora la necessità di arrestare la spinta riformista del Montfort; il principe Edoardo fuggì dalla sua prigionia e Thomas de Clare, alleato di Simone V, lo abbandonò. Ora, sebbene avesse ricevuto numerosi rinforzi dal Galles, il Montfort era stato privato di un buon numero di uomini da una serie di defezioni.  Presso Evesham (battaglia di Evesham - 1265), Simone V cadde in un agguato: la sua armata fu distrutta ed egli stesso morì nella battaglia che fu particolarmente cruenta. Il re, che si trovava ancora in mano ai ribelli e che era stato fatto vestire con i loro colori, venne salvato all'ultimo istante da Roger de Leybourne, un ribelle che passò dalla parte reale quando comprese la piega che la battaglia stava prendendo. Il cadavere di Montfort, orrendamente mutilato, fu diviso in parti che furono esposte in diverse città del regno.

## Matrimonio e discendenza
Simone di Montfort ed Eleonora di Leicester ebbero sette figli, molti dei quali furono di per sé persone influenti:
- Enrico di Montfort (1238 – 1265)
- Simone VI di Montfort (1240 – 1271)
- Amalrico di Montfort, canonico di York (1242/1243 – 1300)
- Guido di Montfort, conte di Nola (1243 – 1291)[2]
- Giovanna di Montfort (nata e morta a Bordeaux tra il 1248 ed il 1251).
- Riccardo di Montfort († 1266?)
- Eleonora di Montfort (1252–1282), andata sposa a Llywelyn ap Gruffudd, principe di Galles